# Gondershe
Gondershe, también conocida como Gandershe o El Torre, es una antigua ciudad en la costa de Somalia, en la región de Shabeellaha Hoose de Somalia Sudoccidental. Destaca por sus diversas estructuras históricas.

## Visión general
Gondershe está situada a unos 35 kilómetros al noreste de Merca y a unos 30 kilómetros al suroeste de Mogadiscio.
Es una antigua ciudad de piedra construida sobre un promontorio costero. Las ruinas de la ciudad consisten en arquitectura típica somalí, como casas de piedra de coral, fortificaciones, tumbas y mezquitas. La ciudad contiene un santuario para Aw Usman Garweeyne (Garweyne).
Se dice que la ciudad data del período medieval del sultanato de Ajuran, cuando se convirtió en un centro del comercio que manejaba embarcaciones más pequeñas que navegaban desde India, Arabia, Persia y el Lejano Oriente. Esto está respaldado por mapas antiguos y un estudio arqueológico inicial.
Gondershe luego se convirtió en una atracción turística popular durante las décadas de 1960, 1970 y 1980. La película La Conchiglia (1992) del galardonado cineasta somalí Abdulkadir Ahmed Said fue rodada aquí, y presenta a los residentes locales de la ciudad.